# Tesat-Spacecom
Die Tesat-Spacecom GmbH & Co. KG (Tesat) aus Backnang ist Teil des Airbus-Konzerns und entwickelt, produziert und testet nachrichtentechnische Nutzlasten für internationale Satellitenhersteller.

## Geschichte

### Unternehmen

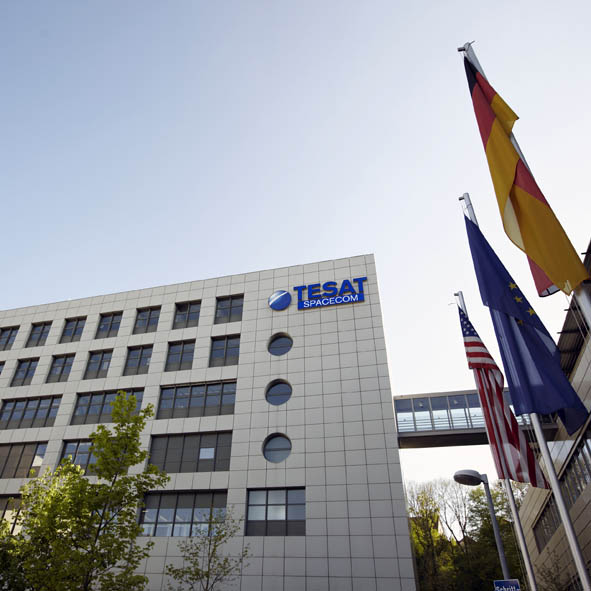
Tesat-Spacecom in Backnang

Im Jahr 1949 wurde die AEG (Allgemeine Elektricitäts Gesellschaft) Fernmeldetechnik von Berlin nach Backnang verlagert. 1955 wurde die AEG Fachgebiet Richtfunk von Ulm nach Backnang verlagert und die Gründung der Telefunken GmbH erfolgte. Im März 1967 wurde die AEG Telefunken AG mit dem Fachgebiet Raumfahrt und den Schwerpunkten Entwicklung, Vertrieb, Montage und Prüfung  gegründet. 1982 erfolgte die Umwandlung in eine GmbH, die AEG Telefunken Nachrichtentechnik GmbH. AEG-Telefunken hatte mit 51 % der Gesellschafter-Anteile weiterhin die Mehrheit, 49 % gingen an ein Konsortium aus Bosch, Mannesmann und Allianz. Im Rahmen des Vergleichs-Antrags der AEG-Telefunken wurde 1983 der Anteil des Konzerns von den drei Mitgesellschaftern eingezogen und im gleichen Verhältnis zum vorherigen Gesellschafterbestand aufgeteilt. Das Unternehmen wurde nun unter dem Namen ANT Nachrichtentechnik GmbH geführt.

Im Jahr 1995 fand die Überführung der ANT Nachrichtentechnik GmbH in die Bosch Telecom GmbH statt. Der Bosch-Produktbereich Raumfahrt wurde im Jahr 2000 in eine eigenständige Gesellschaft, die Bosch SatCom GmbH, eingebracht. 2001 war das Gründungsjahr der Tesat-Spacecom GmbH & Co.KG. Im November 2001 wurde die Bosch SatCom GmbH in die Tesat-Spacecom GmbH & Co.KG umfirmiert und im Dezember 2001 von der EADS Astrium GmbH erworben. Tesat wurde für die Produktion nachrichtentechnischen Nutzlasten von Satelliten ausgebaut und blieb als eigenständiges Unternehmen erhalten.

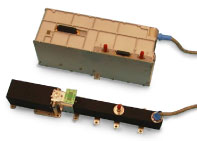
Wanderfeldröhrenverstärker von Tesat

### Wichtige Projekte
1971 startete die AEG Telefunken AG ihr erstes Raumfahrtprojekt mit dem Namen Intelsat IV. Im Jahr 1989 vollendete die ANT Nachrichtentechnik das erste komplette Satellitenprojekt DFS-Kopernikus gemeinsam mit MBB/Erno, die 1990 in die Deutsche Aerospace Aktiengesellschaft (DASA) überging. Mit dem Projekt Tempo startete die Bosch Telecom GmbH 1997 seine Großserienproduktion von Wanderfeldröhrenverstärkern. Im Jahr 2006 lieferte Tesat das Radarverstärker-Subsystem und die Datentransmitter für das deutsche Satellitenaufklärungssystem SAR-Lupe, ein Projekt der Bundeswehr. Der Forschungssatellit NFIRE der US Air Force wurde 2007 mit einem Laser Communication Terminal (LCT) von Tesat-Spacecom ausgestattet. Bei einer optischen Testverbindung im März 2008 der NFIRE mit TerraSAR-X, einem deutschen Erdbeobachtungssatelliten, konnte erstmals eine erfolgreiche Laserdatenverbindung mit 5,5 Gbit/sec hergestellt werden, dies entspricht 200.000 DIN-A4-Seiten pro Sekunde. Im Rahmen des European Data Relay Satellite System wurde 2014 mit einem Laser Communication Terminal (LCT) von Tesat-Spacecom erstmals ein optischer Inter-Satellite-Link zwischen einem geostationären Satelliten und einem niedrigfliegenden LEO-Satelliten hergestellt.